# Shuangyashan
Shuangyashan (chinesisch 雙鴨山市 / 双鸭山市, Pinyin Shuāngyāshān Shì – „Stadt der Entenpaarberge“) ist eine chinesische bezirksfreie Stadt in der nordostchinesischen Provinz Heilongjiang. Der Name bezieht sich auf zwei Gipfel nordöstlich der Stadt.

## Geographie und Klima
Shuangyashan liegt im Nordosten der Provinz Heilongjiang an der Grenze zu Russland, die hier durch den Fluss Ussuri gebildet wird, in der Sanjiang-Ebene und am nördlichen Endes des Wanda-Gebirges (Wandashan, 完达山). Das Gebiet besteht aus weiten Ebenen, kleineren Hügeln und Bergen und erstreckt sich über eine Fläche von 22.050,927 Quadratkilometern. Das Gelände ist im Südwesten hoch und im Nordosten niedrig. Die Höhe über dem Meeresspiegel beträgt durchschnittlich 147,66 Meter und variiert zwischen 39 und 847 Metern. Etwa 40 Prozent der Fläche sind von Wald bedeckt.
Shuangyashan weist zum größten Teil ein kontinentales Monsunklima auf. Der lange Winter wird durch polare kontinentale Luftmassen bestimmt und das Klima ist kalt und trocken. Der Sommer ist warm und regnerisch, mit konzentrierten Niederschlägen. Im kurzen Frühling steigen die Temperaturen rasch an. Der Herbst ist ebenfalls kurz mit schnellem Temperaturabfall. Eine gewisse Sonderstellung hat der Kreis Raohe, dessen Klima vom Ochotskischen Meer und dem Japanischen Meer beeinflusst wird. Die Jahresmitteltemperatur beträgt im Westen 4,8 °C und im Kreis Raohe im Osten 3,1 °C. Der mittlere Jahresniederschlag variiert zwischen 568 mm im Westen und 614 mm im Osten. Die Windgeschwindigkeit ist mit durchschnittlich 4,0 m/s im Frühjahr am höchsten und beträgt im Sommer durchschnittlich 2,4 m/s.

## Bevölkerung
Shuangyashan hat 1.208.803 Einwohner (Stand: Zensus 2020) und eine Bevölkerungsdichte von 53 Einwohnern je Quadratkilometer. Ende 2015 wurde die Einwohnerzahl auf 1.459.000 geschätzt, und beim Zensus im Jahr 2010 wurden 1.462.626 Einwohner gezählt.

### Administrative Gliederung

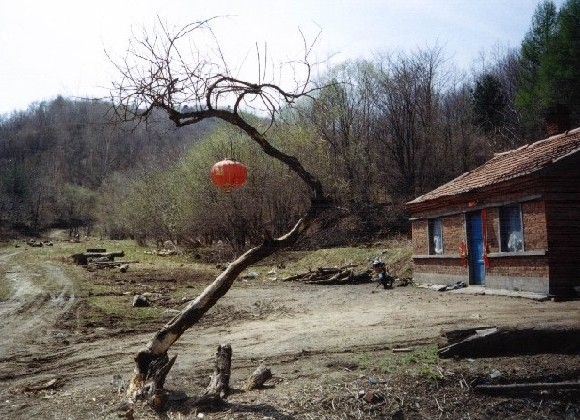
Dorf in Shuangyashan

Auf Kreisebene setzt sich Shuangyashan aus vier Stadtbezirken und vier Kreisen zusammen. Diese sind (Stand: Zensus 2020):
- Stadtbezirk Jianshan (尖山区), 119 km², 262.359 Einwohner;
- Stadtbezirk Lingdong (岭东区), 741 km², 27.498 Einwohner;
- Stadtbezirk Sifangtai (四方台区), 186 km², 39.550 Einwohner;
- Stadtbezirk Baoshan (宝山区), 422 km², 72.475 Einwohner;
- Kreis Jixian (集贤县), 2.453 km², 243.945 Einwohner, Hauptort: Großgemeinde Fuli (福利镇);
- Kreis Youyi (友谊县), 1.809 km², 101.080 Einwohner, Hauptort: Großgemeinde Youyi (友谊镇);
- Kreis Baoqing (宝清县), 8.943 km², 331.377 Einwohner, Hauptort: Großgemeinde Baoqing (宝清镇);
- Kreis Raohe (饶河县), 7.940 km², 130.519 Einwohner, Hauptort: Großgemeinde Raohe (饶河镇).

### Ethnische Gliederung der Bevölkerung von Shuangyashan (2000)
| Name des Volkes | Einwohner | Anteil  |
| --------------- | --------- | ------- |
| Han             | 1.392.863 | 96,17 % |
| Mandschu        | 37.940    | 2,62 %  |
| Koreaner        | 6.440     | 0,45 %  |
| Hui             | 5.071     | 0,35 %  |
| Mongolen        | 3.072     | 0,21 %  |
| Miao            | 650       | 0,05 %  |
| Hezhen          | 596       | 0,04 %  |
| Zhuang          | 347       | 0,02 %  |
| Xibe            | 220       | 0,02 %  |
| Dong            | 197       | 0,01 %  |
| Tujia           | 194       | 0,01 %  |
| Yi              | 185       | 0,01 %  |
| Bouyei          | 179       | 0,01 %  |
| Sonstige        | 395       | 0,03 %  |

## Wirtschaft
Shuangyashan ist ein Zentrum des Kohlebergbaus, es wird dort aber auch Stahl erzeugt. Die Gegend um Shuangyashan war sehr dünn besiedelt, bis 1914 Kohle entdeckt wurde, seit 1928 werden die Kohlereserven im großen Stil abgebaut.

## Verkehr
Eine Eisenbahnlinie verbindet Shuangyashan mit Jiamusi.

## Kultur
Ganz in der Nähe von Shuangyashan gibt es ein Schutzgebiet für Tiger, und eine größere Zahl historisch bedeutender Orte, aus dem japanisch-chinesischen Krieg (1937–1945).

## Städtepartnerschaft
- 1992:  Nagai